# Sommer und Rauch
Sommer und Rauch (Originaltitel: Summer and Smoke) ist ein US-amerikanisches Filmdrama aus dem Jahr 1961 nach einem Bühnenstück von Tennessee Williams. 

## Handlung
Kurz vor dem Ersten Weltkrieg lebt Alma Winemiller, die labile und einsame Tochter eines Pfarrers, in einer Kleinstadt im Bundesstaat Mississippi. Schon von Kindheit an fühlt sie sich zu John Buchanan hingezogen, der zwar wie sein Vater Arzt ist, aber nicht den gleichen Weg wie er gehen will. John jedoch bevorzugt lebensfrohere Menschen um sich als die scheue Alma. Besonders Rose Zacharias, die attraktive Tochter des Casinobesitzers, hat es ihm angetan. Als Alma John gegenüber einmal zaghaft andeutet, was sie für ihn empfindet, nimmt er sie mit ins Casino. Als er sie später zu verführen versucht, rennt Alma hysterisch davon.
Einige Zeit später muss Johns Vater verreisen. John nutzt die Gelegenheit, seine Verlobung mit Rosa mit einer wilden Party zu feiern. Alma ruft Dr. Buchanan an und alarmiert ihn, der daraufhin zurückeilt. Mit Mr. Zacharias gerät er in Streit und wird versehentlich erschossen. John ist von der Tragödie erschüttert und übernimmt die Praxis seines Vaters. Mit der Zeit wird Almas Liebe zur Besessenheit. Sie sucht John auf und bietet sich ihm an. Doch nun ist es John, der ihre Beziehung auf einer geistigen Ebene vollziehen will.
Als Alma erfährt, dass John plant, Nellie Ewell zu heiraten, wandert sie frustriert umher. In einem Park macht sie die Bekanntschaft mit dem reisenden Geschäftsmann Archie Kramer. Archie fragt sie nach den Sehenswürdigkeiten der Stadt. Alma lächelt und schlägt vor, mit einem Taxi ins Casino zu fahren. Als sie losfahren, betrachtet Alma die Blätter, die von den Bäumen fallen.

## Hintergrund
Das Bühnenstück von Tennessee Williams, in der Geraldine Page ebenso die Hauptrolle spielte, wurde am 6. Oktober 1948 am Broadway uraufgeführt und hatte 102 Vorstellungen. Die britische Bühnenversion des Stücks inszenierte der Regisseur der Filmadaption, Peter Glenville. Der Film hatte am 16. November 1961 in New York seine Premiere. In Deutschland erschien er am 13. April 1962 in den Kinos.
Geraldine Page kehrte nach einer Pause von acht Jahren, in denen sie für das Fernsehen arbeitete, auf die Kinoleinwand zurück.

## Kritiken
Das Lexikon des internationalen Films schrieb, „[d]ie Filminszenierung vergröbert den mehr nach innen gewandten Ton des Bühnenstücks von Tennessee Williams, bietet aber ansehnliche Unterhaltung“. Hervorzuheben sei „das feinnervige Spiel der Hauptdarstellerin Geraldine Page“.
Bosley Crowther von der New York Times bemängelte, dass nur wenige der ergreifenden Andeutungen von Einsamkeit des Bühnenstücks im grellen übergroßen und überfüllten Film vorhanden seien. Hingegen war Variety der Auffassung, Regisseur Glenville habe eine solide Skizze gezeichnet mit der Unterstützung der effektiv geführten Besetzung.

## Auszeichnungen
Der Film erhielt 1962 vier Nominierungen für den Oscar in den Kategorien Beste Hauptdarstellerin (Geraldine Page), Beste Nebendarstellerin (Una Merkel), Beste Filmmusik (Elmer Bernstein) und Bestes Szenenbild in Farbe (Hal Pereira, Walter H. Tyler, Sam Comer und Arthur Krams).
Ebenso wie den NBR Award in der Kategorie Beste Hauptdarstellerin konnte Geraldine Page auch den Golden Globe als Beste Hauptdarstellerin in einem Drama gewinnen. Für den Golden Globe waren zudem Elmer Bernstein für die Beste Filmmusik und Pamela Tiffin als Beste Nachwuchsdarstellerin nominiert.
Peter Glenville war außerdem noch für den DGA-Award der Directors Guild of America und für den Goldenen Löwen bei den Internationalen Filmfestspielen von Venedig nominiert.